# Hjulaxel (tåg)

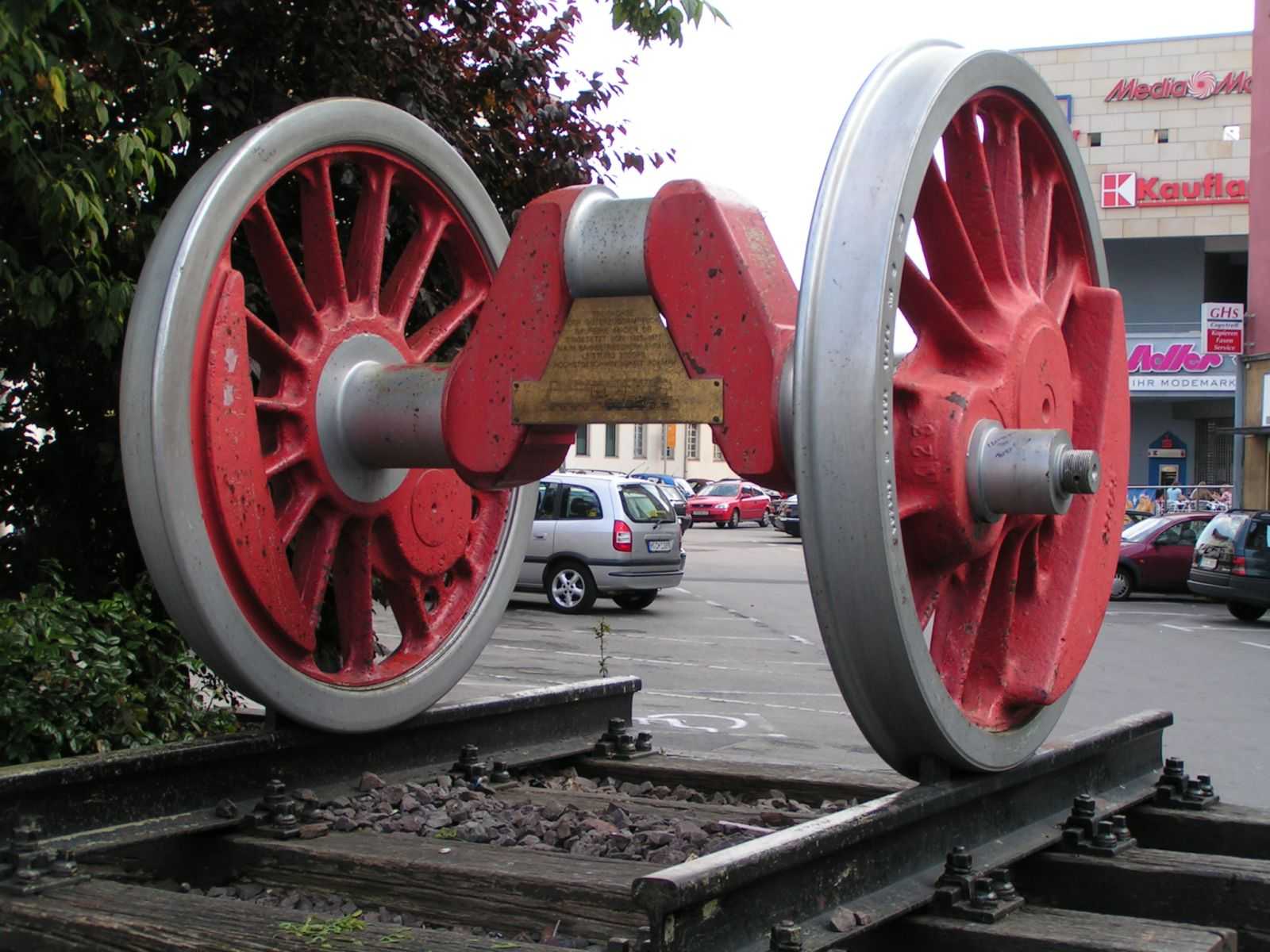
Drivaxel till ett ånglok med en vevsläng för en tredje mittersta cylinder. Obs: lagren sitter innanför hjulen.

Hjulaxel är på ett rälsfordon den tvärgående axel där de två flänshjulen är fastsatta. 

## Funktioner
- De två hjulen ska ej vara vridbara i förhållande till varandra för att rälsfordonets gångegenskaper ska bli goda. Genom att flänshjulen är svagt koniska, så kommer ytterkurvans hjul automatiskt gå längre väg (större diameter), medan det inre hjulet går kortare väg. Det gör att hjulen på en boggi blir självcentrerande. Gäller ej spårvagnar som går i tvära kurvor och kan ha individuellt upphängda hjul.
- Avståndet mellan hjulen ska vara fast och något större än spårvidden.
- Vissa vagnar kan vara anpassade till två spårvidder. Hjulen kan då göras möjliga att förskjutas axiellt och låsas i två lägen. Läs mer om detta i artikeln spårviddsväxel.
- Axeln är fäst till vagnen eller boggin via två lager, som nästan alltid sitter utanför hjulen. Undantag var ångloken med vevststakar.
- Lagren ska ta upp vagnens tyngd och dimensioneras för största tillåtna axelvikt - STAX. I Europa är denna vikt 22,5 ton som standard. I Sverige bygger man successivt ut till STAX 25 ton och Malmbanan har redan STAX 30 ton. Lagren ska dessutom klara de stora dynamiska accelerationerna som uppstår vid rälsskarvar och växlar.
- Lagren ska dessutom ta upp laterala krafter i sidled. Däremot tillåts ofta ett visst glapp i längsled för att axlarna i viss mån ska styra. Se gångegenskaper.
- Moderna persontåg har oftast bromsskivor mellan hjulen. Se tågbroms. Bromsoken placeras då så att inte axeln fjädrar ned/upp vid bromsning.
- Eldrivna lok och motorvagnar har sitt drivpaket mellan hjulen, med en växel på hjulaxeln hopbyggd med en traktionsmotor. Det är då viktigt att få en så liten rörelsemassa för fjädringsrörelserna. Det kan ske på tre sätt:
  - Äldre ellok försågs med en blindaxel för drivpaketet, som inte har kontakt med rälsen och därmed ej behöver avfjädras. Blindaxeln driver sedan koppelstänger (vevstakar) till de riktiga avfjädrade drivaxlarna.
  - Långsamma lok ges numera ett drivpaket med tyngdpunkten långt ifrån drivaxeln. Traktionsmotorn är då fäst med ett momentstag och fjädringsrörelserna omvandlas till en mildare vridrörelse.
  - Snabba lok förses med en böjlig drivaxel inuti en grövre hjulaxel som fungerar lite som en kardanaxel. Hjulaxeln kan då röra sig vid fjädringarna medan drivpaketet sitter fast. Det finns även andra lösningar med samma funktion.
- Elloken har även en elborste vid lagren, som leder ned strömmen från transformatorns primärledning till rälsen och eliminerar risken för gnistbildning i lagerrullarna. Se rälsåterledning.
- Snabba persontåg och "intelligenta godståg" kan förses med olika sensorer på hjulaxlarna:
  - Vinkelgivare. som dels kan signalera hjullåsning vid bromsning (jfr ABS-bromsar), dels användas för registrering av körsträcka och styrning av underhåll och dels ge positioneringsdata till det Europeiska signalsystemet ERTMS.
  - Temperaturgivare (värmestrålning), för att larma om dels varmgång i lager och dels överhettade hjulringar vid tjuvbromsning (>200 grader).
  - Accelerometrar vertikalt och lateralt för att bl.a. larma om urspårning.
- Äldre trecylindriga ånglok hade även en vevsläng mitt emellan hjulen.

## Konstruktion
Axlarna tillverkas av höghållfast stål och svarvade så att man kan pressa dit hjul, eventuell bromsskiva och drivkugghjul samt lagerboxar på axeltapparna.
Lagerboxarna hade i äldre tider glidlager. Lokbiträdet fick smörja dem på loket vid stationsuppehållen. Sedan användes sfäriska rullager som tillåter att lagerboxarna kan vinklas lite. Numera har man antingen koniska rullager (TBU-lager - Tapered Bearing Units) eller cylindriska rullager. Lagren smörjs permanent med fett och tätas noggrant på insidan med en labyrinttätning av gummi. Lagren utsätts för mycket stora påkänningar och måste bytas regelbundet eftersom de utmattas. Om hjulet får en "bromsplatta", så kan stötarna göra att ett lager havererar mycket fort. Se exempel på haveriutredning från Linköping: .
Lagertapparna har vanligen en diameter >100 mm.